# S. V. Krishnamoorthy Rao
S. V. Krishnamoorthy Rao, né le 15 novembre 1902 et mort le 18 novembre 1968, est un homme politique indien appartenant au Congrès national indien. 

## Biographie
Il a été membre de la chambre haute du parlement indien, le Rajya Sabha, de 1952 à 1962. Il était également le vice-président de la Rajya Sabha. Il a été élu à la chambre basse du Parlement, le Lok Sabha, originaire de Shimoga, dans l'État de Mysore, en 1962 et a été vice-président du Lok Sabha de 1962 à 1967,,. 